# Atlin Road
Die Atlin Road ist eine Straße in British Columbia und dem Yukon Territory, welche die Siedlung Atlin mit der Tagish Road nahe Jake’s Corner am Alaska Highway verbindet.

## Baugeschichte
Die Straße wurde ab 1949 von der kanadischen Armee errichtet, der 41,5 Kilometer lange Streckenabschnitt im Yukon Territory wird als Highway 7 ausgewiesen, der 52 Kilometer lange Abschnitt in British Columbia ist nicht Bestandteil des offiziellen Highway-Systems.
Der nördliche Teil (Yukon) der Straße wurde in den 1980er-Jahren begradigt und ausgebaut, der Südteil (British Columbia) wurde um 2000 teilweise mit einer Schwarzdecke versehen und ist seit dem September 2015 nun durchgehend asphaltiert.

## Verlauf
Die Atlin Road trifft nur 1,8 Kilometer westlich von Jake’s Corner auf die Tagish Road, welche den Alaska Highway mit Carcross am Klondike Highway verbindet.
Der Streckenverlauf beginnt mit sumpfigem Gelände, im Juni und Juli zeigen sich die Blüten von Fireweed und Wildrosen inmitten von großen Beständen an Schachtelhalmen. Schon nach 4 Kilometern wird der Little Atlin Lake erreicht, es besteht die Möglichkeit, zu zelten. In südwestlicher Richtung ist der markante Gipfel des Mount Mino (2107 m) sichtbar.
Bei Kilometer 6 wird der Abzweig zur Little Atlin Lodge erreicht, eine Informationstafel bei Kilometer 8 erläutert ein Projekt zur Wiederansiedlung von Schneeziegen – 1983/4 wurden zwölf Tiere vom Kluane-Nationalpark hierher geschafft. Eine Farm bei Kilometer 13 am Haunka Creek bietet im Sommer direkt an der Straße frisches Obst und Gemüse an.
Eine nicht ausgewiesene Seitenstraße führt bei Kilometer 22 zum 4 Kilometer entfernten Lubbock River, welcher den Atlin Lake und den Little Atlin Lake verbindet; er ist für das Angeln auf Äschen im Früh- und Hochsommer geeignet. Die Zufahrt zu einem einfachen Campingplatz am Snafu Lake – 1,1 Kilometer lang – wird bei Kilometer 26 erreicht, zuvor wird bei Kilometer 25 der Snafu Creek überquert.
Der beim Kilometerposten 30 überquerte Tarfu Creek durchfließt den Tarfu Lake, an welchem sich ein weiterer einfacher Zeltplatz befindet, der durch eine bei Kilometer 33 nach Osten abzweigende, 4 Kilometer lange Straße erreicht werden kann. Einen schönen Ausblick auf den Atlin Lake ergibt sich von einem Aussichtspunkt bei Kilometer 35, seinem Ostufer folgt die Atlin Road bis nach Atlin. Die Grenze zwischen dem Yukon Territory (nördlich) und der Provinz British Columbia (südlich) wird am sechzigsten Breitengrad bei Kilometer 41,5 erreicht.
Etwa 10 Kilometer südlich der Grenze beginnt der Abschnitt mit den schönsten Blicken über das Küstengebirge, zahlreiche kleine Flüsse, die in den Atlin Lake münden, werden überquert – Hitchcock Creek (53 km), Base Camp Creek (58 km), Indian River (64 km), Burnt Creek (80 km) und Fourth of July Creek (85 km). Bei Kilometer 83 zweigt nach Nordosten die Ruffner Mine Road ab, die zum 3,2 Kilometer entfernten MacDonald Lake und weiter zum Gladys Lake und zum Südufer des Teslin Lake führt.
Bei Kilometer 53 wird ein einfacher Campingplatz am Ufer des Atlin Lake passiert, eine Guestranch befindet sich bei Kilometer 65. Der für seinen Reichtum an Wasservögeln bekannte Davie Hall Lake kann von einem Parkplatz bei Kilometer 80 überblickt werden.
Nach etwa 92 Kilometer wird die Ortsgrenze von Atlin erreicht, einen Kilometer weiter kreuzt die Atlin Road die Discovery Road.

### Discovery Road
Die Discovery Road beginnt als Discovery Avenue im Ortszentrum von Atlin und führt von hier über rund 21 Kilometer in östlicher Richtung zum Surprise Lake. Die unbefestigte Straße bietet Zugang zur Warm Bay Road, zum Pioneer Cemetery und zum Flugplatz, welcher sich rund 2 Kilometer östlich der Innenstadt befindet.
Im weiteren Verlauf folgen ein Aussichtspunkt auf den Pine Creek und dessen Wasserfälle (5,6 km), ein Abzweig in südlicher Richtung zur Goldmine am Spruce Creek (5,8 km; 2,4 km entfernt – kein Zutritt, aber Möglichkeit des Goldwaschens auf öffentlichem Gelände bei Kilometer 1,4), die Reste der ehemaligen Stadt Discovery (8,7 km; ehemals Pine Creek genannt) und den Surprise Lake Damm (19 km). Der restliche Straßenverlauf bis zum Ende am Boulder Creek ist steil und kurvenreich.
Am Surprise Lake befindet sich ein einfacher Campingplatz.

### Warm Bay Road
Die Warm Bay Road, welche über etwa 26 Kilometer am Ostufer des südlichen Atlin Lake verläuft, ist ein Überrest eines Trails, welcher im Rahmen des Klondike-Goldrausches und der Entdeckung von Gold am Pine Creek das Südufer des Atlin Lake mit Telegraph Creek verband.
Entlang der Straße gibt es mehrere einfache Campingplätze, bei Kilometer 3,5 befindet sich der Ausgangspunkt für den einfachen Beach Trail und den schwierigen Monarch Mountain Trail, von dessen Gipfel in 1439 m sich ein großartiger Ausblick über den Atlin Lake ergibt. Eine Aussicht auf den Llewellyn-Gletscher im Juneau Icefield und den Atlin Lake bietet sich vom Kilometer 11. Bei Kilometer 23 erreicht die unbefestigte Straße die namensgebenden warmen Quellen, 3 Kilometer weiter endet sie an einer The Grotto genannten Quelle.